# AJ Griffin
Adrian Darnell "AJ" Griffin Jr.  (Dallas, Texas, 25 de agosto de 2003) es un exjugador de baloncesto estadounidense que disputó dos temporadas como profesional en la NBA. Con 1,98 metros y jugaba en la posición de alero.

## Trayectoria deportiva

### High school
Griffin jugó al baloncesto para la escuela secundaria Archbishop Stepinac en White Plains, Nueva York. En su segunda temporada promedió 20,9 puntos, 10,9 rebotes, 3,9 asistencias y 3,5 tapones por partido. Como júnior, promedió 17,7 puntos, 8,8 rebotes, 2,4 asistencias y 2,3 tapones por partido, se perdió la mayor parte de la temporada por una lesión en la rodilla y llevó a Stepinac al título de la Arquidiócesis de CHSAA. Estuvo sin jugar durante su última temporada por una lesión en el tobillo. Fue incluido en las listas del McDonald's All-American Game y el Jordan Brand Classic.

### Universidad
Jugó una temporada con los Blue Devils de la Universidad de Duke, en las que promedió 10,4 puntos, 3,9 rebotes y 1,0 asistencias por partido. Al término de la misma fue incluido en el mejor quinteto de novatos de la Atlantic Coast Conference. Poco después anunciaría su intención de presentarse al Draft de la NBA, renunciando así al resto de su elegibilidad académica.

#### Estadísticas
| Año     | Equipo | PJ | PT | MPP  | %TC  | %3P  | %TL  | RPP | APP | ROB | TPP | PPP  |
| ------- | ------ | -- | -- | ---- | ---- | ---- | ---- | --- | --- | --- | --- | ---- |
| 2021–22 | Duke   | 39 | 25 | 24.0 | .493 | .447 | .792 | 3.9 | 1.0 | .5  | .6  | 10.4 |

### Profesional
Fue elegido en la decimosexta posición del Draft de la NBA de 2022 por los Atlanta Hawks. Debutó en la NBA el 23 de octubre ante Charlotte Hornets anotando 8 puntos. El 19 de noviembre ante Toronto Raptors anota 17 puntos y consigue la canasta ganadora sobre la bocina. El 11 de diciembre ante Chicago Bulls, consigue una nueva canasta ganadora sobre la bocina, siendo el primer rookie desde Toni Kukoč en conseguir más de un game-winning buzzer beater en su primera temporada.
Tras dos temporadas en Atlanta, el 26 de junio de 2024, es traspasado a Houston Rockets.
En septiembre de 2024 se hizo público su deseo de retirarse del baloncesto por 'motivos personales', a los 21 años y tras únicamente dos temporadas como profesional. Pocos días después era cortado por los Rockets.

### Selección nacional
Fue parte del combinado júnior estadounidense, que ganó el oro en el Campeonato FIBA Américas Sub-16 de Brasil 2019.

## Estadísticas de su carrera en la NBA

### Temporada regular
| Año     | Equipo  | PJ | PT | MPP  | %TC  | %3P  | %TL   | RPP | APP | ROB | TPP | PPP |
| ------- | ------- | -- | -- | ---- | ---- | ---- | ----- | --- | --- | --- | --- | --- |
| 2022-23 | Atlanta | 72 | 12 | 19.5 | .465 | .390 | .894  | 2.1 | 1.0 | .6  | .2  | 8.9 |
| 2023-24 | Atlanta | 20 | 0  | 8.5  | .290 | .256 | 1.000 | .9  | .3  | .1  | .1  | 2.4 |
| Total   | Total   | 92 | 12 | 17.1 | .447 | .372 | .898  | 1.9 | .8  | .5  | .2  | 7.5 |

## Vida personal
Su padre, Adrian, fue jugador de la NBA durante nueva temporadas, antes de convertirse en entrenador asistente. Su madre, Audrey Sterling, fue All-American en atletismo. 
Tiene una hermana mayor, Vanessa, y dos hermanos pequeños que han jugado al baloncesto universitario, Alan, en Illinois y Syracuse, y su hermana, Aubrey, en UConn.
Griffin ha reconocido ser Cristiano.